# 小笠山総合運動公園
小笠山総合運動公園（おがさやまそうごううんどうこうえん）は、静岡県掛川市と袋井市の市境に跨がって位置する、スポーツ施設群を有する都市公園（広域公園）。愛称エコパ (ECOPA)。面積は269.7ヘクタール (ha)、総工費約800億円、2001年5月10日に供用開始。
施設は静岡県が所有し、静岡県サッカー協会グループ（静岡県サッカー協会と静岡県に本社を置く数社の企業で構成されるグループ）が指定管理者として運営管理を行っている。多目的運動広場と人工芝スタジアムは掛川市に属する。一方で、エコパスタジアム、エコパアリーナ、補助競技場、ビオトープは袋井市に属する。

## 公園内の主な施設

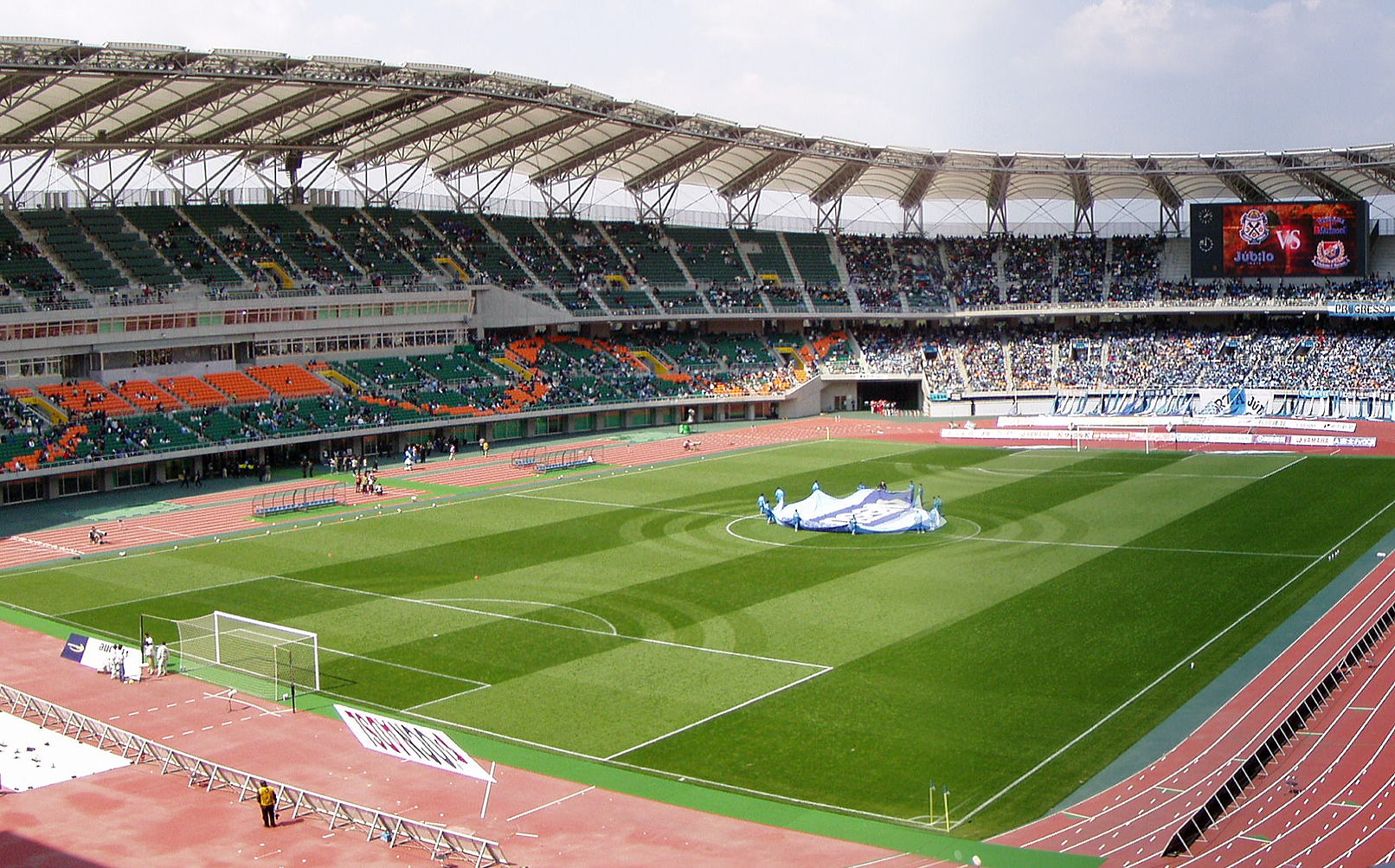
エコパスタジアム

- 静岡県小笠山総合運動公園スタジアム（エコパスタジアム）

サッカー・ラグビー・陸上競技などが可能な運動施設である。スポーツだけでなくアーティストのコンサートも行われている。ラグビーワールドカップ2019では日本がアイルランドに勝利した。
- 静岡県小笠山総合運動公園アリーナ（エコパアリーナ）

最大収容人数1万人。静岡アリーナとも呼ばれる多目的アリーナで、バスケットボールやバレーボールが最大4面使用できる。スポーツだけでなくコンサートや展示会にも使用できる。
- トレーニングルーム

有酸素運動や筋力トレーニングのための各種トレーニング機器が設置されている。使用料を払えば誰でも利用できる上、トレーナーがいるため初心者でも気軽に利用できる。
- 補助競技場

エコパスタジアムのサブ競技場に当たる。投擲練習場も併設されている。
- 人工芝グラウンド

日本サッカー協会からJFAロングバイル人工芝ピッチとして公認を受けているサッカー施設。練習・試合どちらでも使用可能である。レストハウスも完備されている。
- 多目的運動広場

一面が芝生で敷き詰められており、スポーツやイベントいずれにも使用可能である。
- ビオトープ

自然環境をそのまま維持した場所。小笠山の自然風景を観察できる。
- ふれあいの森

散策路であり、自然風景を観察できるほか、丘からは周囲を一望することが出来る。

## 交通手段
- 東海道本線愛野駅から徒歩15分
- 東名高速道路掛川インターチェンジから8分
- 東名高速道路袋井インターチェンジから14分